# Centro Médico Infantil Schneider de Israel
El Centro Médico Infantil Schneider de Israel es un hospital infantil ubicado en la calle Kaplan, en Petaj Tikva, en Israel. El Centro Médico Infantil Schneider de Israel fue fundado en 1992.

## Introducción
Schneider es un hospital pediátrico centrado en la salud infantil, en particular en trasplantes de órganos y cánceres. El centro Schneider trata a bebés, niños, adolescentes y adultos jóvenes hasta los 18 años, y para algunas afecciones, hasta los 21 años. El centro cumple con la serie de normas ISO 14000.

## Instalaciones
- 7 plantas con 35.000 metros cuadrados.
- 258 camas, de las cuales 50 son de cuidado infantil.
- 44 camas de cuidados críticos y cuidados especiales.
- 1500 empleados.
- 350 médicos con formación avanzada en especialidades y subespecialidades pediátricas.
- 550 enfermeros y auxiliares de enfermería pediátrica.
- 100 paramédicos, trabajadores sociales, terapeutas físicos y ocupacionales, psicólogos y dietistas.
- 6 quirófanos.
- 2 laboratorios de cateterismo cardíaco.
- 3 unidades de cuidados intensivos (UCI).
- Habilidades combinadas de 800 profesionales de la salud.

## Actividades
- 275.000 visitas y tratamientos.
- 54.000 visitas al departamento de medicina de emergencia (ER), el más concurrido del país.
- 13.500 ingresados, lo que supone unos 78.000 días de hospitalización.
- 8200 cirugías, incluidas 500 cirugías cardíacas y vasculares y alrededor de 220 neurocirugías.
- 440 tratamientos de diálisis.
- 1200 cateterismos.
- 60 implantes cocleares.
- 40 trasplantes de órganos.

- Pediatras en línea.
- Respuestas médicas digitales fuera del horario de atención.
- Consultas médicas pediátricas vía telefónica y videoconferencia.

## Historia
El 29 de octubre de 1991, se fundó en los terrenos del hospital, el Centro Médico Infantil Schneider de Israel, la instalación de este tipo más grande en Israel. El centro se abrió al público en abril de 1992. El hospital ocupa una superficie de 35.000 metros cuadrados. El centro lleva el nombre de dos grandes benefactores, Irving y Helen Schneider. El hospital fue diseñado por Marvin Bostin y Jerry Switzer.

## Centro de referencia nacional
Schneider es un centro nacional de referencia en: Hematología, oncología, cardiología, endocrinología y diabetes mellitus infantil, trasplante de órganos y médula ósea.

## Tratamientos
- Reparación endoscópica de hendidura laríngea en un bebé prematuro de 2,5 kg.
- Videoendoscopia con cápsula endoscópica para niños menores de dos años.
- Ensayos de páncreas artificial fuera del hospital.
- Anestesia local para estenosis del meato.
- Desfibrilador implantado a un bebé de 4 meses.
- Cirugía a corazón abierto en bebé prematuro de 800g.
- Reemplazo percutáneo de válvula aórtica.
- Trasplante de múltiples órganos.

## Investigación genética
- Nuevas enfermedades y genes descubiertos.
- Micromatriz cromosómica.
- Secuenciación del exoma.
- Descubrimiento conjunto de genes ancestros en pacientes CDA-II.
- Nuevos genes descubiertos para el retraso mental.

## Investigación académica
- Dos premios Israel de investigación médica.
- Centro afiliado a la Facultad de Medicina Sackler de la Universidad de Tel Aviv.
- 5 médicos en la Facultad de Gestión Médica de la Universidad de Tel Aviv, en la Facultad de Medicina de la Universidad de Tel Aviv (el mayor porcentaje per cápita de los 16 hospitales docentes afiliados a la Universidad de Tel Aviv).
- El 50% por ciento del personal está en la facultad.
- El 15% por ciento del personal ostenta el título de profesor.
- En 2020, el Centro Médico Infantil Schneider y el Instituto Weizmann de Ciencias, tenían como objetivo establecer el Centro Schneider-Weizmann de Investigación sobre la Salud de Niños y Adultos.[10]

## Amigos de Schneider
Los Amigos de Schneider, es una asociación benéfica sin ánimo de lucro, que apoya al Centro Médico Infantil Schneider de Israel desde su fundación. La asociación se estableció para promover el desarrollo y el avance del hospital, y trabaja para recaudar fondos para la construcción, la adquisición de equipos médicos y la obtención de subvenciones para proyectos de investigación. La primera presidenta de la asociación fue Aura Herzog, la esposa de Jaim Herzog, anterior presidente del Estado de Israel y madre del presidente Isaac Herzog.